# Mafia kid
Mafia kid (Spike of Bensonhurst) è un film del 1988 diretto da Paul Morrissey.

## Trama
La vicenda si svolge a New York alla fine degli anni ottanta. Spike Fumo, un ambizioso bulletto italo-americano di Bensonhurst (Brooklyn), non vuole essere "un perdente" come suo padre Pete, che sta scontando una condanna a Sing Sing per essersi accusato di un delitto commesso dal locale boss mafioso Baldo Cacetti. Il ragazzo, sfrontato e di bell'aspetto, aspira a diventare un campione di pugilato.
Baldo Cacetti ha simpatia per Spike fino a quando il giovane pugile non comincia a corteggiare Angel, la giovane e bionda figlia del boss. Poiché il legame fra Spike e Angel non si interrompe, Spike viene bandito da Bensonhurst; il giovane si trasferisce in un quartiere degradato abitato da portoricani, ospite di Bandana, un pugile suo conoscente, e qui allaccia una relazione con India, la bella sorella di Bandana. Poco dopo sia Angel Cacetti, la figlia del boss, sia India, la ragazza portoricana, sono contemporaneamente incinte di Spike, il quale dovrà fare una scelta.

## Musica
La musica è stata scritta da Coati Mundi, nome d'arte del vibrafonista Andy Hernandez. La colonna sonora è composta da numerose canzoni, la maggior parte delle quali in lingua italiana e interpretate da cantanti italiani:
- Pupo: Malattia d'amore, Tu amico mio, Ciao La mia anima, È facile, Notte chiara Cieli azzurri
- Toto Cutugno: L'italiano
- Massimo Ranieri: Vent'anni
- Gianni Morandi: La mia nemica amatissima
- Ricchi e Poveri: Sarà perché ti amo, M'innamoro di te, Se m'innamoro, Made in Italy
- Fernandito Villalona: Soy Dominicano

## Riconoscimenti
- Ernest Borgnine, candidato all'Independent Spirit Award per il miglior attore non protagonista (1989)